# Ievhèn Konoplianka
Ievhèn Olèhovitx Konoplianka (en ucraïnès: Євген Олегович Коноплянка; Kirovohrad, 29 de setembre de 1989) és un futbolista professional ucraïnès que juga d'extrem esquerre i que milita al Schalke 04 alemany cedit pel Sevilla FC. Prèviament havia començat la seva carrera professional l'any 2007 al FC Dnipro de la lliga ucraïnesa de futbol i l'havia continuat amb el Sevilla FC a la primera divisió de la lliga espanyola, que l'ha cedit al conjunt germànic per a la temporada 2016–2017 amb opció de compra obligatòria al final de la mateixa.

En l'àmbit nacional, Konoplianka és jugador de la selecció ucraïnesa des de 2010, amb la qual ha disputat més de 40 partits i participà quan el país va acollir l'Eurocopa 2012. Ha estat escollit, per altra banda, futbolista ucraïnès de l'any en 3 ocasions.

## Trajectòria

### Inicis
Als set anys, Konoplianka es va inscriure a classes de karate, disciplina que va realitzar de forma simultània amb el futbol, fins a arribar al cinturó negre. La seva trajectòria futbolística es va iniciar al planter del FC Olimpik Kirovohrad, amb l'entrenador Yuriy Kevlych. També va participar en la Lliga de Futbol Juvenil d'Ucraïna, en què va representar el DYuSSh-2 Kirovohrad.

### Dnipro Dnipropetrovsk
Konoplianka va ser fitxat pel Dnipro Dnipropetrovsk als 16 anys. L'hivern de 2006 va ser ascendit a l'equip de reserves del club ucraïnès amb un salari inicial de 300 dòlars. El seu debut amb el primer equip es va produir la temporada següent, en un partit de la Lliga ucraïnesa de futbol el 26 d'agost de 2007 vers el Zakarpattia Uzhhorod, matx que va finalitzar 0–0. Konoplianka va entrar com a suplent en el minut 83, en substitució de Djaba Kankava.
El seu primer gol a la Lliga no es va donar fins passades 3 temporades del seu debut, el 28 de febrer de 2010. El va marcar com a local contra el Zorya Luhansk, partit que va posar fi a un marcador de 2-2. En el segon tram d'aquesta temporada 2009–10, Konoplianka va disputar els 90 minuts de tots els partits fins que va finalitzar la temporada.
Les seves bones actuacions van cridar l'atenció del Dinamo de Kíiv. El llavors entrenador del club ucraïnès, Oleh Luzhny, va expressar el març de 2011 seu desig d'incorporar Konoplianka a la seva plantilla, i els mitjans de comunicació van xifrar l'oferta del Dynamo al Dnipro pel seu fitxatge en 14 milions d'euros. Com a resposta a aquest interès, l'entrenador del Dnipro, Juande Ramos, va xifrar entre 50 i 60 milions d'euros la seva sortida, al·legant que «si volem construir un gran equip, els bons jugadors s'han de quedar aquí».

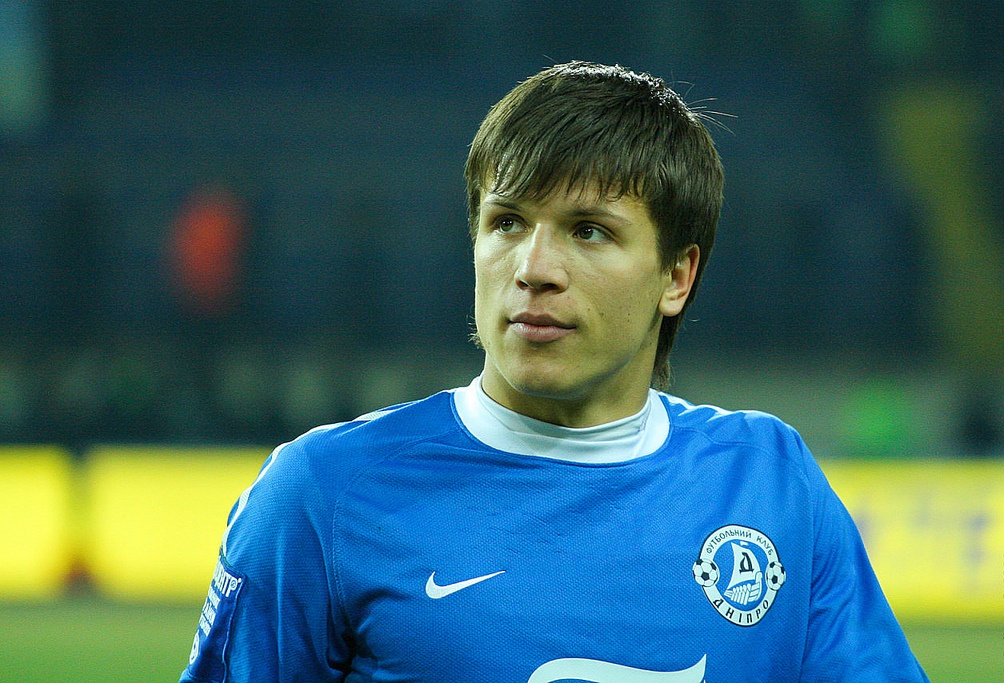
Konoplianka l'any 2011, durant la seva etapa al Dniprò.

 Tres anys després, el gener de 2014, l'interès d'altres equips per Konoplanka seguia creixent, i el jugador va estar a punt de fitxar pel Liverpool FC per 16 milions de lliures —la seva clàusula de rescissió—, però el president del Dnipro Ihor Kolomoyskyi va negar-se a efectuar el traspàs.
La temporada següent a aquesta fuga no consumada, és a dir, la campanya 2014–15, el jugador es va constituir totalment com un catalitzador important en la reeixida temporada de la plantilla ucraïnesa. El Dnipro acabaria ocupant el tercer lloc de la Premier League ucraïnesa i faria història en assolir la final d'una competeció europa, la de la Lliga Europa, per primer cop en la seva història. En aquella final, disputada a l'Estadi Nacional de Varsòvia (Polònia), el seu equip va sucumbir al Sevilla FC per 2-3, conjunt que més endavant l'inscriuria a la seva plantilla. Va disputar la totalitat del partit i va ser nomenat Jugador de l'Equip Ideal de la competició europea d'aquell any. Va finalitzar la seva etapa en el club ucraïnès havent disputat 210 partits oficials.

### Sevilla

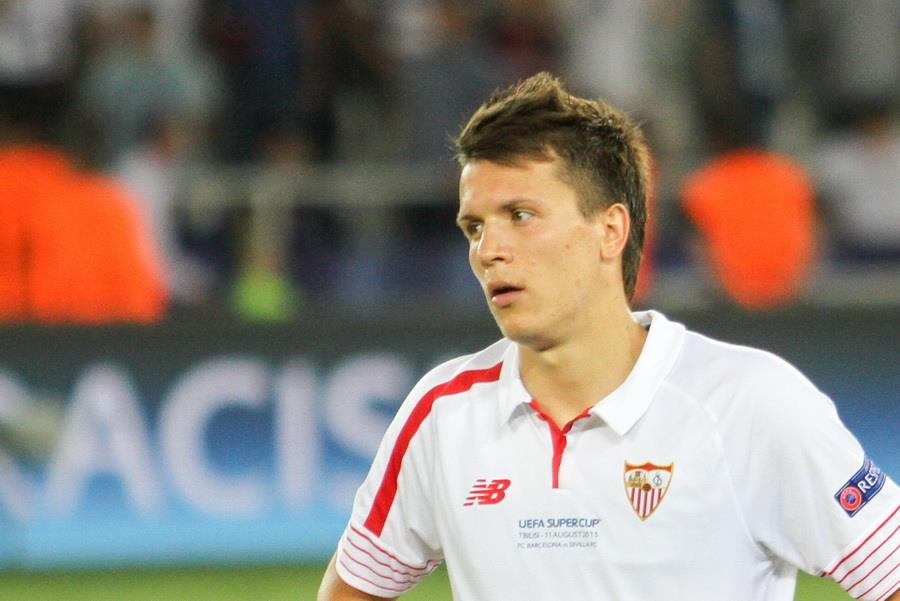
Debut de Konoplianka amb el Sevilla FC a la Supercopa d'Europa, l'11 d'agost de 2015.

Malgrat que durant uns mesos tortuosos va estar a punt de fitxar per l'Atlètic de Madrid (club amb el qual al final no es va donar l'acord), a banda dels rumors d'interès de clubs com el Galatasaray o de nou el Liverpool FC (entre altres), Ievhèn Konoplianka va acabar signant pel Sevilla FC. Va arribar com a agent lliure al conjunt hispalenc, que li va oferir un contracte de 4 anys i una clàusula de rescissió de 40 milions d'euros. El Dnipro, per la seva part, es va assegurar el 20% de qualsevol venda futura del jugador.
El seu debut es va produir l'agost d'aquell mateix any a Tbilisi, amb motiu de la final de la Supercopa d'Europa 2015. En aquell matx, el Sevilla va perdre el títol contra el FC Barcelona per 4–5. Konoplianka va jugar com a suplent i va ser l'autor del quart gol del seu equip.
Tot i que era una de les grans promeses de l'equip sevillista per aquella temporada, no va acabar esdevenint titular en els esquemes tàctics de l'entrenador Unai Emery. Va participar en totes les competicions que l'equip andalús va disputar aquella temporada amb 54 aparicions i 9 gols marcats, però la seva irregularitat en el joc defensiu i la dificultat d'adaptació a la llengua i l'entorn no van satisfer les expectatives del cos tècnic, que el van relegar a la suplència. A final de temporada, va ser suplent a les semifinals i a la final de la Copa del Rei (que va perdre contra el FC Barcelona per 2-0), però pels darrers compromisos de la Lliga Europa —en què el conjunt espanyol va guanyar el trofeu al Liverpool FC per 1-3— no va ser ni alineat.
L'estiu de 2016 van començar a sorgir els primers rumors relatius a una sortida del futbolista (el Leicester City, campió de la Premier League anglesa aquella temporada, va interessar-se per l'ucraïnès), i amb la marxa d'Emery al Paris Saint-Germain i l'arribada de Jorge Sampaoli a la banqueta, Konoplianka va disputar la Supercopa d'Europa 2016 i el partit de tornada de la Supercopa d'Espanya 2016; ambdós competicions amb derrota contra el Reial Madrid per 3–2 i contra el FC Barcelona per un acumulat de 0–5, respectivament. Si bé semblava que inicialment comptava pel tècnic argentí, la seva absència en les convocatòries dels dos primers partits de la lliga espanyola van precipitar la seva sortida del Sevilla.

### Schalke 04
El 30 d'agost de 2016, Konoplianka va ser cedit al FC Schalke 04, que es va avançar en les negociacions a altres clubs com l'FC Spartak Moscou o el Zenit de Sant Petersburg russos, que també l'havien temptejat. La cessió es va fer efectiva per a la temporada 2016–17 i amb una clàusula de compra obligatòria a final de temporada d'uns 15 milions d'euros per part del conjunt alemany.

## Internacional

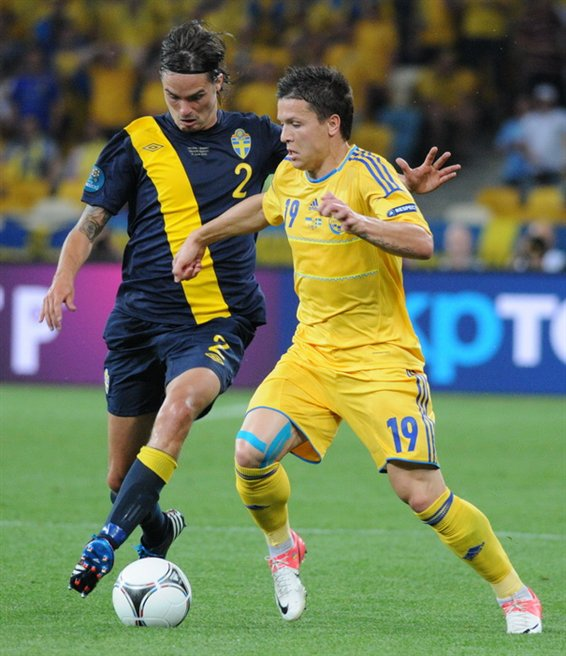
En una disputa amb el suec Mikael Lustig a l'Euro 2012.

L'abril de 2010 Konoplianka va ser convocat per primera vegada per Myron Markevych a fi de participar amb la selecció absoluta d'Ucraïna. Va fer el seu debut internacional el 25 de maig a Khàrkiv, en què va jugar la totalitat d'un partit amistós per 4–0 contra Lituània. Quatre dies més tard, a l'Arena Lviv i en un altre amistós, l'ucraïnès va marcar el seu primer gol. Suposava l'empat a 2 contra Romania, partit que va finalitzar 3–2.
A l'Eurocopa 2012, organitzada conjuntament entre Ucraïna i Polònia, Konoplianka va disputar els tres partits de la fase de grups amb la seva selecció com a titular. En el seu primer partit a l'Estadi Olímpic de Kíev, Konoplianka va realitzar una centrada a Andriy Shevchenko que va finalitzar en el segon gol ucraïnès i en una victòria per 2–1 davant Suècia. Els co-amfitrions, però, no van poder superar França ni Anglaterra a la lligueta i van quedar eliminats de la competició.
El setembre del mateix any, durant un dels partits de qualificació per al Mundial de 2014, Konoplianka va marcar un gol des del mig del camp per a empatar a 1 gol el matx que Ucraïna disputava contra Anglaterra a l'Estadi de Wembley. La BBC va resumir així la seva participació: «Ievhèn Konoplianka ha lliurat una classe magistral de domini del migcamp». Va marcar dos gols més al llarg d'aquella campanya classificatòria (davant San Marino i Montenegro), però el combinat va romandre a les portes del Mundial de Brasil de 2014 en perdre 2–3 contra França.
Posteriorment va esdevenir el capità de la selecció ucraïnesa i va contribuir-ne a la classificació per a la Eurocopa 2016, esdevenint juntament amb el davanter Andrí Iarmòlenko un dels pilars del combinat del seu país. No obstant, la seva pobra actuació en els 3 partits que va disputar Ucraïna contra Alemanya, Polònia i Irlanda del Nord (amb dos empats i una derrota, respectivament) van condemnar els groc i blaus a l'última posició del seu grup i a l'eliminació del torneig.

## Palmarès

### Dnipro Dnipropetrovsk
- 1 Subcampionat de la Lliga Europa (2014-15)[8]

### Sevilla FC
- 1 Lliga Europa (2015-16)[15]

### Individual
- 3 Futbolista Ucraïnès de l'Any (2010,[30] 2012[31] i 2013)[32]
- 2 Equip de la temporada de la Lliga Europa de la UEFA (2012-2013 i 2014-2015)[33]
- 1 Futbolista de l'Any de la Premier League d'Ucraïna (2013)[34]

## Estadístiques

### Club
A continuació es mostren les estadístiques pel que fa a clubs, per any i equip:
| Temporada | Club                  | Competició              | Partits jugats | Gols      | Assistències | T. grogues | T. vermelles | Suplències | Substitucions |
| --------- | --------------------- | ----------------------- | -------------- | --------- | ------------ | ---------- | ------------ | ---------- | ------------- |
| 2007–08   | Dnipro Dnipropetrovsk | Total                   | 2              | 0         | 0            | 0          | 0            | 2          | 0             |
|           |                       | Premier League          | 2              | 0         | 0            | 0          | 0            | 2          | 0             |
| 2008–09   | Dnipro Dnipropetrovsk | Total                   | 11             | 0         | 0            | 0          | 0            | 9          | 1             |
|           |                       | Premier League          | 11             | 0         | 0            | 0          | 0            | 9          | 1             |
| 2009–10   | Dnipro Dnipropetrovsk | Total                   | 24             | 4         | 2            | 2          | 0            | 7          | 4             |
|           |                       | Premier League          | 22             | 4         | 2            | 2          | 0            | 5          | 4             |
|           |                       | Ukrainian Cup           | 2              | 0         | 0            | 0          | 0            | 2          | 0             |
| 2010–11   | Dnipro Dnipropetrovsk | Total                   | 31             | 6         | 4            | 6          | 0            | 0          | 8             |
|           |                       | Premier League          | 25             | 6         | 3            | 3          | 0            | 0          | 8             |
|           |                       | Ukrainian Cup           | 3              | 0         | 1            | 1          | 0            | 0          | 0             |
|           |                       | Qual. Lliga Europa      | 3              | 0         | 0            | 2          | 0            | 0          | 0             |
| 2011–12   | Dnipro Dnipropetrovsk | Total                   | 32             | 12 (3 p.) | 8            | 6          | 0            | 3          | 11            |
|           |                       | Premier League          | 28             | 10 (2 p.) | 8            | 5          | 0            | 2          | 10            |
|           |                       | Ukrainian Cup           | 2              | 2 (1 p.)  | 0            | 1          | 0            | 1          | 1             |
|           |                       | Lliga Europa            | 2              | 0         | 0            | 0          | 0            | 0          | 0             |
| 2012–13   | Dnipro Dnipropetrovsk | Total                   | 32             | 5         | 7            | 5          | 1            | 6          | 11            |
|           |                       | Premier League          | 20             | 2         | 4            | 3          | 1            | 5          | 6             |
|           |                       | Ukrainian Cup           | 3              | 0         | 0            | 0          | 0            | 0          | 1             |
|           |                       | Lliga Europa            | 9              | 3         | 3            | 2          | 0            | 1          | 4             |
| 2013–14   | Dnipro Dnipropetrovsk | Total                   | 36             | 14 (1 p.) | 9            | 3          | 0            | 4          | 11            |
|           |                       | Premier League          | 27             | 8         | 6            | 3          | 0            | 4          | 9             |
|           |                       | Ukrainian Cup           | 1              | 1         | 0            | 0          | 0            | 0          | 1             |
|           |                       | Lliga Europa            | 8              | 5 (1 p.)  | 3            | 0          | 0            | 0          | 1             |
| 2014–15   | Dnipro Dnipropetrovsk | Total                   | 42             | 8         | 7            | 5          | 0            | 9          | 5             |
|           |                       | Premier League          | 21             | 7         | 3            | 2          | 0            | 7          | 1             |
|           |                       | Ukrainian Cup           | 4              | 0         | 1            | 1          | 0            | 1          | 1             |
|           |                       | Lliga Europa            | 15             | 1         | 3            | 2          | 0            | 1          | 3             |
|           |                       | Qual. Lliga de Campions | 2              | 0         | 0            | 0          | 0            | 0          | 0             |
| 2015-16   | Sevilla FC            | Total                   | 52             | 8 (1 p.)  | 9            | 6          | 0            | 27         | 14            |
|           |                       | Lliga BBVA              | 32             | 4 (1 p.)  | 7            | 4          | 0            | 17         | 8             |
|           |                       | Copa del Rei            | 7              | 1         | 1            | 1          | 0            | 4          | 2             |
|           |                       | Supercopa d'Europa      | 1              | 1         | 0            | 0          | 0            | 1          | 0             |
|           |                       | Lliga de Campions       | 6              | 2         | 1            | 0          | 0            | 1          | 2             |
|           |                       | Lliga Europa            | 6              | 0         | 0            | 1          | 0            | 4          | 2             |
| 2016-17   | Sevilla FC            | Total                   | 2              | 1 (1 p.)  | 0            | 0          | 0            | 1          | 0             |
|           |                       | Supercopa d'Espanya     | 1              | 0         | 0            | 0          | 0            | 0          | 0             |
|           |                       | Supercopa d'Europa      | 1              | 1 (1 p.)  | 0            | 0          | 0            | 1          | 0             |
| → cedit   | Schalke 04            | Total                   |                |           |              |            |              |            |               |
|           |                       | Bundesliga              |                |           |              |            |              |            |               |
|           |                       | DFB-Pokal               |                |           |              |            |              |            |               |
|           |                       | Lliga Europa            |                |           |              |            |              |            |               |
| Total     | Total                 | Total                   | 264            | 54 (6 p.) | 46           | 33         | 1            | 68         | 65            |

### Internacional
A continuació es mostren les estadístiques amb la selecció absoluta d'Ucraïna i la relació de gols internacionals marcats:
| Competició                     | Partits jugats | Gols     | Assistències | T. grogues | T. vermelles | Suplències | Substitucions |
| ------------------------------ | -------------- | -------- | ------------ | ---------- | ------------ | ---------- | ------------- |
| Amistosos                      | 30             | 8        | 3            | 3          | 0            | 6          | 14            |
| Classificatòria per l'Eurocopa | 11             | 2 (1 p.) | 1            | 0          | 0            | 0          | 2             |
| Classificatòria pel Mundial    | 9              | 3        | 1            | 1          | 0            | 0          | 2             |
| Eurocopa 2012                  | 3              | 0        | 1            | 0          | 0            | 0          | 1             |
| Eurocopa 2016                  | 3              | 0        | 0            | 1          | 0            | 0          | 0             |
| Total                          | 56             | 13       | 6            | 5          | 0            | 6          | 19            |

| #   | Data                   | Estadi                                         | Selecció rival                 | Condició | Gol | Resultat final | Competició          |
| --- | ---------------------- | ---------------------------------------------- | ------------------------------ | -------- | --- | -------------- | ------------------- |
| 1.  | 29 de maig de 2010     | Arena Lviv, Lviv, Ucraïna                      | Romania                        | Local    | 2–2 | 3-2            | Amistosos           |
| 2.  | 17 de novembre de 2010 | Estadi de Ginebra, Ginebra, Suïssa             | Suïssa                         | Visitant | 2-2 | 2-2            | Amistosos           |
| 3.  | 2 de setembre de 2011  | Estadi Metalist, Khàrkiv, Ucraïna              | Uruguai                        | Local    | 2-1 | 2–3            | Amistosos           |
| 4.  | 11 de novembre de 2011 | Estadi Olímpic de Kíev, Kíev, Ucraïna          | Alemanya                       | Local    | 2–0 | 3-3            | Amistosos           |
| 5.  | 29 de febrer de 2012   | Estadi Hamoshava, Petah Tikva, Israel          | Israel                         | Visitant | 0-2 | 2-3            | Amistosos           |
| 6.  | 11 de setembre de 2012 | Estadi de Wembley, Londres, Anglaterra         | Anglaterra                     | Visitant | 0–1 | 1–1            | Qual. Mundial 2014  |
| 7.  | 7 de juny de 2013      | Estadi Pod Goricom, Podgorica, Montenegro      | Montenegro                     | Visitant | 0–2 | 0-4            | Qual. Mundial 2014  |
| 8.  | 6 de setembre de 2013  | Arena Lviv, Lviv, Ucraïna                      | San Marino                     | Local    | 5-0 | 9-0            | Qual. Mundial 2014  |
| 9.  | 9 de juny de 2015      | Estadi Linzer, Linz, Àustria                   | Geòrgia                        | Local    | 2-0 | 2-1            | Amistosos           |
| 10. | 14 de juny de 2015     | Arena Lviv, Lviv, Ucraïna                      | Luxemburg                      | Local    | 3-0 | 3-0            | Qual. Eurocopa 2016 |
| 11. | 5 de setembre de 2015  | Arena Lviv, Lviv, Ucraïna                      | Plantilla:Country data Belarús | Local    | 3-0 | 3-0            | Qual. Eurocopa 2016 |
| 12. | 29 de maig de 2016     | Estadi Grande Torino, Torí, Itàlia             | Romania                        | Visitant | 1-3 | 3-4            | Amistosos           |
| 13. | 3 de juny de 2016      | Estadi Atleti Azzurri d'Italia, Bèrgam, Itàlia | Albània                        | Visitant | 1-3 | 1-3            | Amistosos           |

1. ↑  Els penals (p.) es troben inclosos en els gols totals.